# Scuola di Hlebine

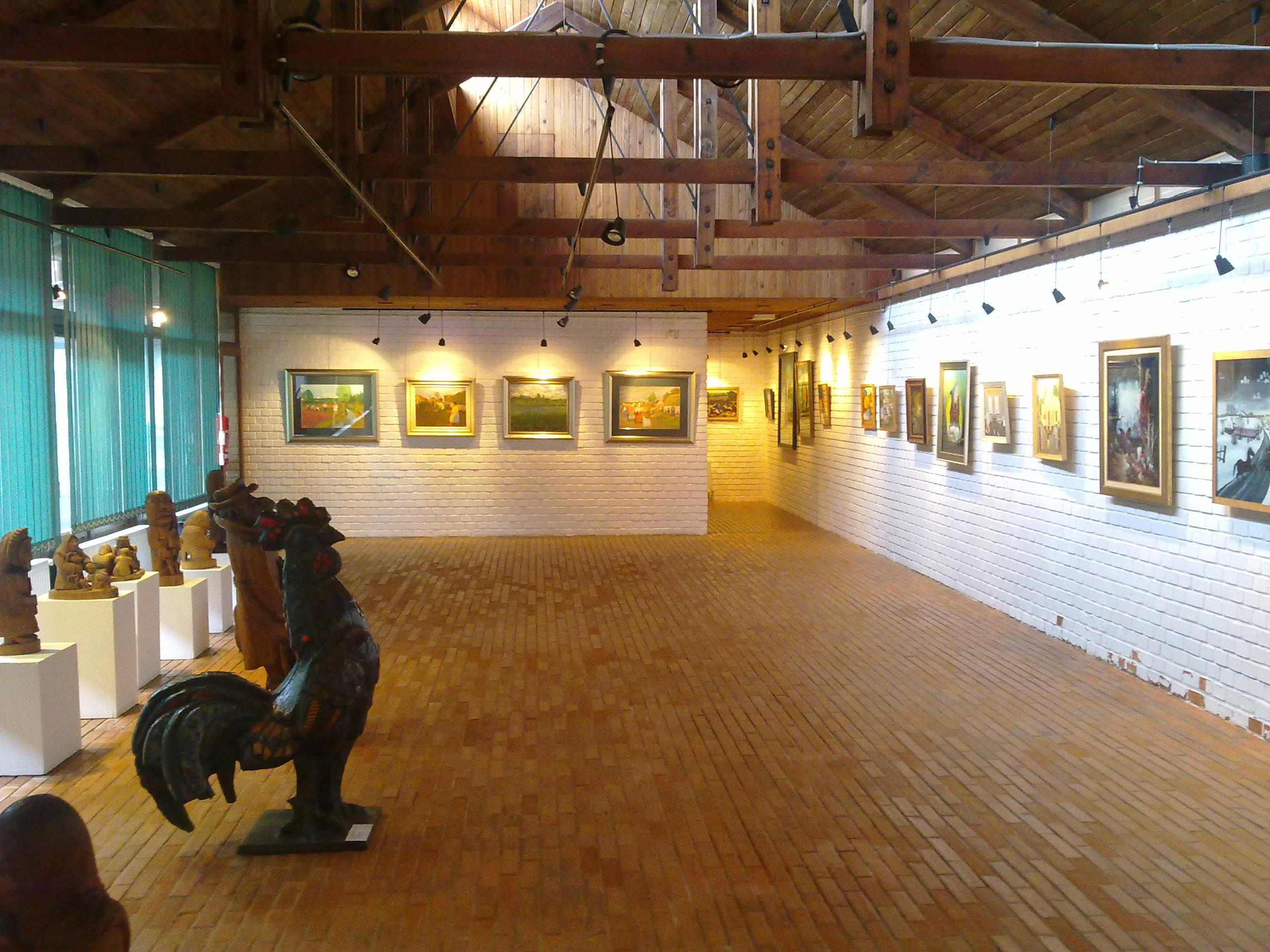
Museo di arte naïf a Hlebine.

La scuola di Hlebine è un gruppo di pittori naïf croati che annovera, tra gli altri, Ivan Generalić, Franjo Mraz, Mirko Virius, Franjo Filipovic, Dragan Gazi, Josip Generalić, Mijo Kovacić, Martin Mehkek, Dusan Fabic, Franjo Poljak e Ivan Vecenaj.
Prende il nome dal villaggio di Hlebine, in Croazia, a ridosso del confine ungherese dove è nato Ivan Generalić, il principale esponente di questo gruppo.
Talvolta riferita come scuola di Podravina, dal nome della regione nord-occidentale della Croazia dove si trova Hlebine.